# Arnold Plagemann
Arnold Abraham Plagemann, född den 19 februari 1826 i Gustavia på Saint-Barthélemy, död den 7 maj 1862 i Göteborg, var en svensk marinmålare och sjöofficer. Han var brorson till Carl Johan Fredrik Plagemann och kusin till Carl Gustaf Plagemann.
Arnold Plagemann blev sjöman 1842 och kom första gången till Sverige 1844. Han trädde i örlogstjänst i USA 1847 där han deltog i kriget mot Mexiko och tjänstgjorde 1848 i kustbevakningen. Han tillbringade vintern 1848-49 i Cincinnati och åkte sedan sommaren samma år till Göteborg. Därifrån begav han sig till Stockholm och Norrland, började måla i akvarell och sedan i olja. Han var elev till marinmålaren Anton Melbye i Köpenhamn 1850-1851.  Plagemann  tjänstgjorde 1852-1853 som extra kadett på fregatten Josefina. Han bodde sedan i Göteborg och Stockholm till 1859, deltog 1860-61 i amerikanska inbördeskriget på nordstaternas sida och fick kaptens grad. Han återvände 1861 till Göteborg.  Plagemann finns representerad vid bland annat Göteborgs konstmuseum och Nationalmuseum samt Sjöhistoriska museet i Stockholm och Länsmuseet Gävleborg.

## Galleri

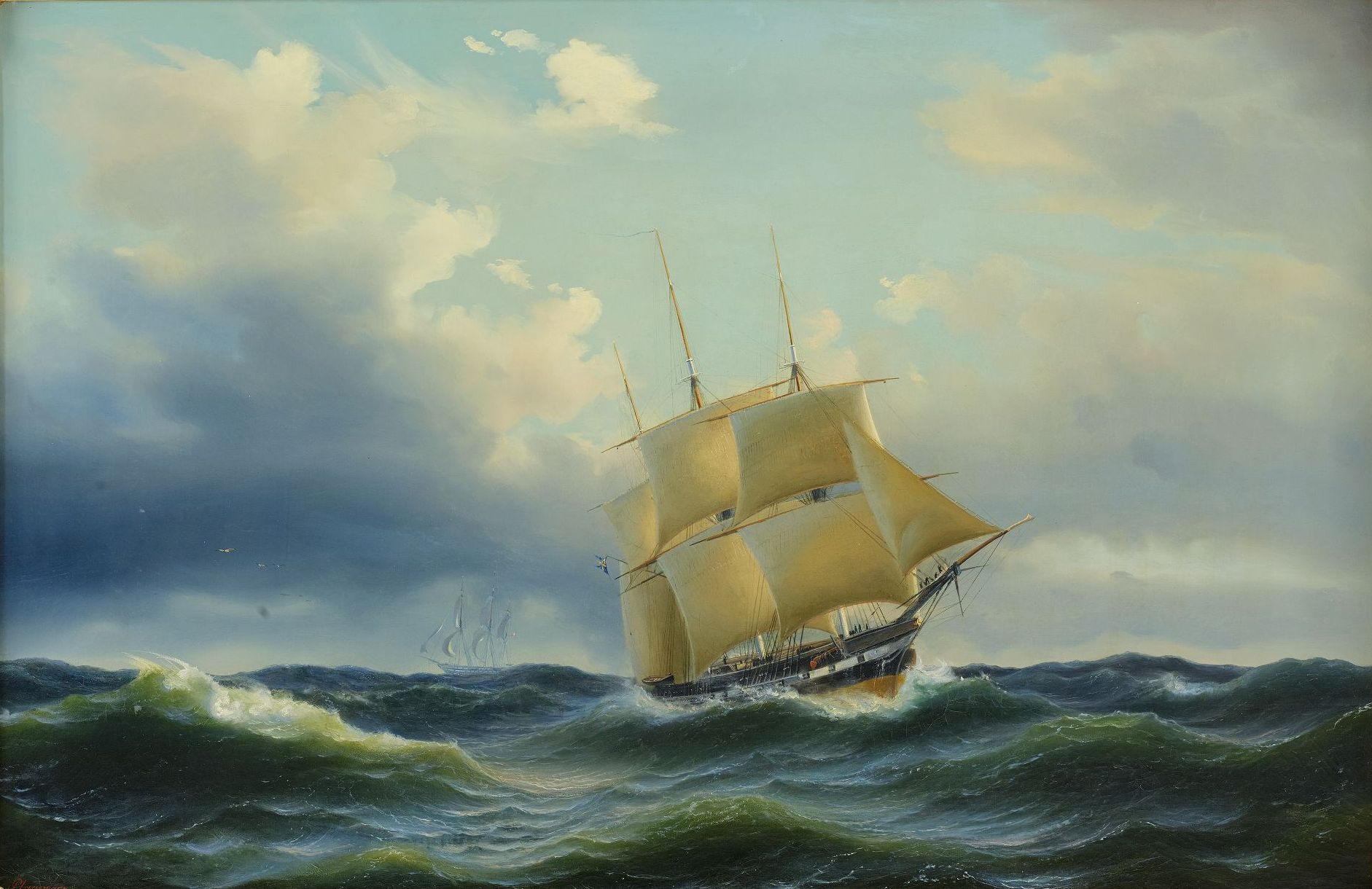
Segelfartyg till havs (1851)
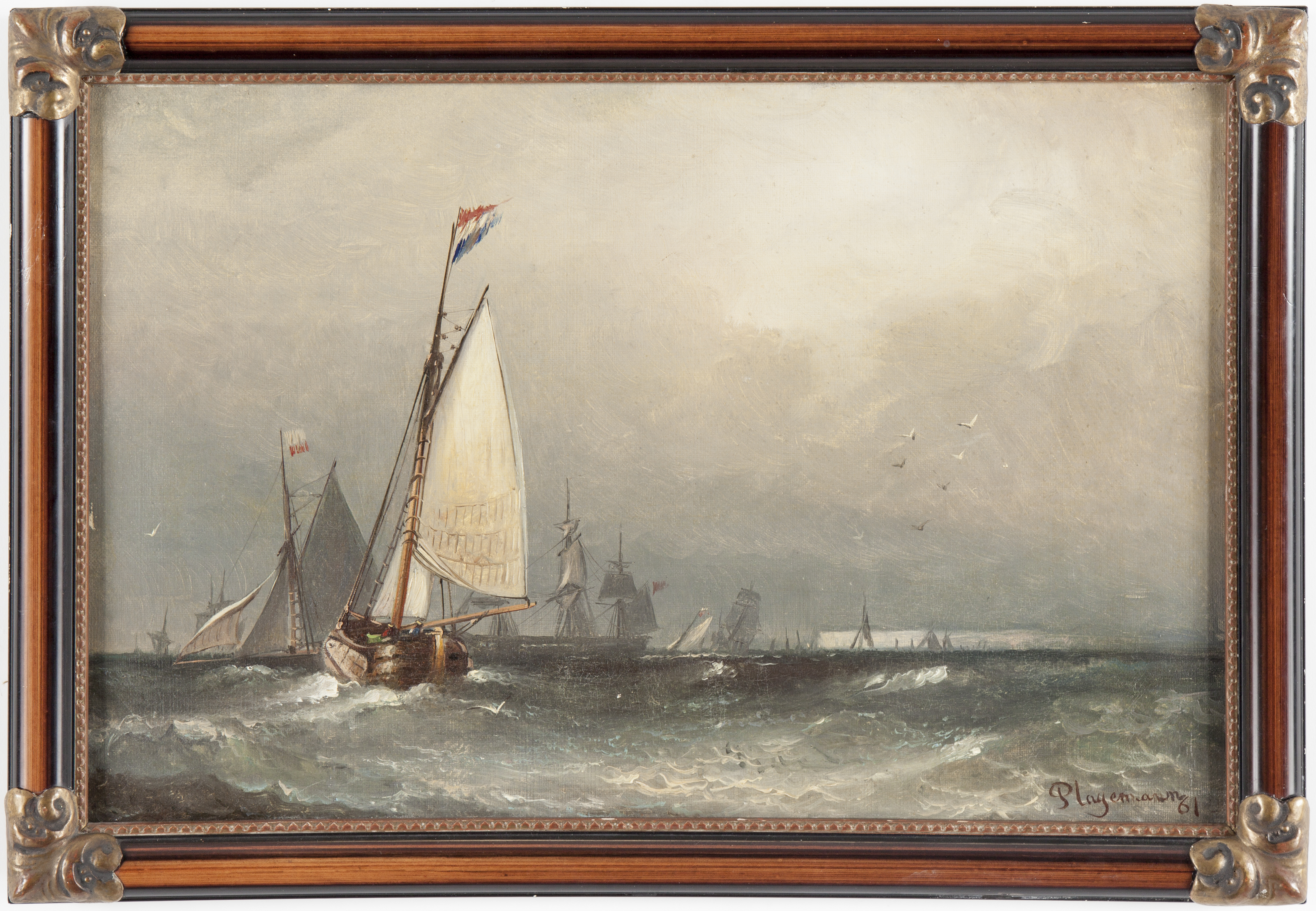
Fartyg delvis med Nederländsk flagg (1861)
Hjulångaren SVEA 1859
Gustavia, Saint Barthélemy ca 1840-tal
Engelsk lotskutter, 1861
Korvett och skonare